# Coenotephria adela
Coenotephria adela är en fjärilsart som beskrevs av Butler 1893. Coenotephria adela ingår i släktet Coenotephria och familjen mätare. Inga underarter finns listade i Catalogue of Life.